# Риблово (Тверська область)
Риблово (рос. Рыблово) — присілок в Старицькому районі Тверської області Російської Федерації.
Населення становить 20 осіб. Входить до складу муніципального утворення Ново-Ямське сільське поселення.

## Історія
Від 2005 року входить до складу муніципального утворення Ново-Ямське сільське поселення. Раніше населений пункт належав до Ново-Ямського сільського округу.

## Населення
| 2008 | 2010 |
| ---- | ---- |
| 15   | ↗20  |